# フランス植民地帝国

フランス植民地帝国
Empire Colonial Français (フランス語)

フランス植民地帝国（17-20世紀）
  フランス
  第一次植民地帝国（1534年以降）
  第二次植民地帝国（1830年以降）

フランス植民地帝国（フランスしょくみんちていこく、フランス語: Empire colonial français）は、16世紀から20世紀にかけてフランスが海外に建設した植民地の集合体である。この場合の「帝国」とは、フランス本国の政体が王政・帝政・共和政のいずれであるかにかかわらず、海外の多民族の領域を支配したことを指す。

## 第一次植民地帝国
フランスの海外進出は、16世紀初めのフランソワ1世の時代に、ジャック・カルティエが北米大陸カナダ・セントローレンス川を探検し、ヌーベルフランスの領有を宣言したことから始まる。この頃、フランスの漁民も北米のニューファンドランド島周辺海域にしばしば出漁していた。しかし、16世紀後半のユグノー戦争によって国内が混乱したため、海外進出の企ては一時頓挫した。
フランスの海外植民が本格的に始まったのは1605年7月27日、今日のカナダ・ノバスコシア州であるアカディア植民地にポート・ロワイヤルが創設されてからとなる。1608年にはサミュエル・ド・シャンプランがケベックを創設する。ケベックは広大ではあるが人口希薄な毛皮貿易植民地ヌーヴェル・フランス（カナダンともいう）の首都となった。フランス人はセントローレンス川流域やその後背地に次第に浸透して行った。しかし北米におけるフランス植民政策はイギリスの北米植民地に比べて人口や経済発展ではるかに遅れており、1713年のユトレヒト条約で仏領アカディア植民地が英国に割譲された。だがフランスの北米植民地は1699年にミシシッピ川流域にルイジアナ植民地が樹立されたことによって一挙に拡大した。しかし実効支配していたのはメキシコ湾沿岸のモービルやニューオーリンズ（1718年創設）などいくつかの交易拠点に過ぎなかった。
フランス人はまたカリブ海の西インド諸島に小さいがより利益を生み出す植民地を作っていた。南米大陸への進出も活発であり、ポルトガル領ブラジルの南部に南極フランス、北部に赤道フランスを建設する試みは失敗したが、1624年に今日フランス領ギアナと呼ばれる植民地を創設し、1650年にはサン・キット島にも植民した（1713年のユトレヒト条約で英国に割譲）。フランス・アメリカ会社は1635年、グアドループとマルティニクに植民地を創設し、1650年にはサン・ルシアにも植民が行われた。しかし最も重要な植民地は1664年にスペイン領イスパニョーラ島の西1/3に創設されたサン＝ドマング（現・ハイチ）であろう。サン＝ドマングは18世紀にカリブ海における最も富裕な砂糖植民地となる。
フランスの海外発展は新世界だけに限定されない。1624年には西アフリカのセネガル海岸部にいくつかの交易拠点が樹立されたし、1664年には東洋での貿易のためにフランス東インド会社が創立されている。1673年にはベンガルのシャンデルナゴルが植民地となり、インド東海岸ではポンディシェリ（1674年）、ヤーナム（1723年）、マーヒ（1725年）、カーライッカール（1739年）が植民地となった。インド洋上でも1664年にブルボン島（レユニオン）、1718年にル・ロワイヤル島（モーリシャス）、1756年にセーシェル諸島がフランス領となった。

## イギリスとの植民地戦争
18世紀半ばにイギリスとの一連の植民地戦争が始まり、第一次フランス植民地帝国のほとんどが没落することになる。これらの戦争とはオーストリア継承戦争（1744年 - 1748年）、七年戦争（1756年 - 1763年）、アメリカ独立戦争（1778年 - 1783年）、フランス革命戦争（1793年 - 1802年）、ナポレオン戦争（1803年 - 1815年）である。海外では北米植民地戦争と呼ばれ、1760年代までに大英帝国によって海上の覇権が奪われていった。
フランス領インド総督ジョゼフ・フランソワ・デュプレックスの活躍にもかかわらず、インドにおけるイギリスとの争いは、オーストリア継承戦争では決着が付かず、また七年戦争では当初フランス側が北米で優勢であったが、最終的にヌーベル・フランスがイギリス軍に占領され、ほとんど西インド諸島の植民地と全てのフランス領インドが失われた。1763年のパリ講和条約では、いくつかのインドにおけるフランスの植民拠点とカリブ海のマルティニクとグアドループがフランスに返還されたが、後にルイジアナがスペインに参戦の代償として割譲され、フランスは北米大陸から全面的に撤退した。また、西インド諸島のグレナダとセント・ルシアもイギリスに割譲された。フランスがアメリカ独立戦争に参戦したことにより、1783年のパリ条約でセント・ルシアがフランスに返還されたが、これは当初の期待より遥かに少ない成果であった。
残されたフランスの植民地も、1791年にサン・ドマングで発生したハイチの黒人奴隷革命により大打撃を受ける。フランス革命による現地白人支配層の亀裂から生じた黒人暴動は、1804年にはハイチ共和国の成立に至り、フランスは最も収益のあったこの植民地を失った。さらに、エジプトに植民地を創設しようとしたナポレオン・ボナパルトの企ては失敗に終わり、ナポレオンがスペインから取り戻したルイジアナ植民地も財政上の必要からアメリカ合衆国に売却された（ルイジアナ買収）。ナポレオン戦争中、残されたフランス植民地は全てイギリス軍に占領された。

## 第二次植民地帝国
ナポレオン戦争後、フランスではブルボン朝が復活したため、多くのフランス植民地がフランスに返還された。西インド諸島のグアドループとマルティニクを始め、南米のギアナ、セネガルの交易拠点、インド洋のレユニオン及びインドのポンディシェリなどである。しかし第二次植民地帝国の真の始まりは、1830年から17年間続いたアルジェリアの征服であった。ナポレオン3世はアメリカの南北戦争に乗じてメキシコに保護国を樹立しようとしたが、アメリカ内戦の終結により失敗に終わった。また、ナポレオン3世はサイゴンを首府とするコーチシナを直轄植民地とし、カンボジアも保護国としてこれに組み入れた。
フランスの植民地の大部分が獲得されたのは普仏戦争（1870年-1871年）後のことである。コーチシナの基地からフランス人は1883年にトンキンとアンナンを獲得し、フランス領インドシナを形成した。1893年にはラオス、1900年には中国南部（清）の広州湾租借地もこれに加えられた。さらに1881年にはチュニジアを保護国とした。
20世紀始めまでに、フランスはアフリカ北部、西部、中部へ植民地を拡大していった。この一連の動きをアフリカ横断政策といい、アフリカ西岸と東岸のジブチとの接続を試みた。同時期にイギリス帝国が採った、カイロとケープタウンを結ぶアフリカ縦断政策と対立し、スーダンでファショダ事件が起こった。結局、ドイツの進出に対抗するためにフランスが譲歩し、英仏協商でスーダンにおけるイギリスの優越権を認めた。また、これに対しイギリスはモロッコに対するフランスの優越権を認めた。
この広大な植民地には現代のモーリタニア、セネガル、ギニア、マリ、コートジボワール、ニジェール、チャド、中央アフリカ共和国、コンゴ共和国、マダガスカル、ジブチが含まれていた。1911年にはモロッコも保護国とされた。第一次世界大戦では約55万人の植民地兵がフランス戦線に動員され、特に勇猛なセネガル兵は最前線に送られて数万の戦死者を出した。また、人手不足となったフランス国内に植民地は20万人以上の労働者を送っていた。大戦後にはオスマン帝国領であったシリアとレバノン及び元ドイツ植民地であったトーゴとカメルーンを獲得した。

## 第二次世界大戦中の動向

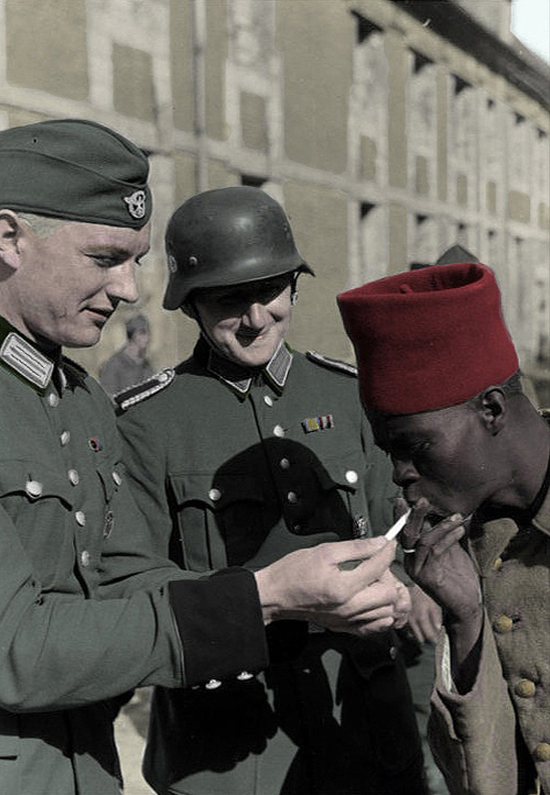
1940年、捕虜になったフランス植民地セネガル兵とドイツ秩序警察の警察官

第二次世界大戦でもフランス植民地兵が動員された。1940年にナチス・ドイツのフランス侵攻でパリが陥落し、ヴィシー政権がドイツに降伏すると、シャルル・ド・ゴール将軍はロンドンに亡命して自由フランスを結成し、フランスの政権中枢は二派に分かれた。
アルジェリア、セネガル、シリア、マダガスカル、インドシナ、上海租界などの主な植民地はヴィシー政権に忠誠を誓ったが、チャドなどフランス領赤道アフリカ一帯や南太平洋の植民地、広州湾などは自由フランス支持を表明した。インドシナは日本軍の進駐を受け入れ、マダガスカルにも日本軍進駐の計画があったため、イギリス軍が上陸してヴィシー派の植民地政府を降伏させた。逆に広州湾では日本軍とヴィシー派軍によって自由フランス派の植民地政府が倒された。シリアはイギリス・自由フランス連合軍による侵攻の末に自由フランス支配地域となり、1943年には独立を達成した。
ド・ゴールの自由フランス軍はセネガルの首府ダカールへの攻撃（ダカール沖海戦）も行ったが、これは失敗した。1942年末に連合国軍が北アフリカに上陸すると、アルジェにフランス国民解放委員会（CFLN）が設けられ、アフリカの植民地は自由フランス側に結集するようになった。

## 民族主義とアルジェリアの抵抗
第二次世界大戦中に占領されたフランス植民地は1945年に返還されたが、フランス領インドシナでは終戦後直ちに国際共産主義運動に影響されたベトミンが率いる民族独立闘争が起き、フランスは泥沼の第一次インドシナ戦争にはまり込んでいく。最終的に戦争はフランスの敗北に終わり、1954年にフランスはインドシナから撤退したが、次にはフランスの主要な植民地であるアルジェリアで独立戦争が起こった。
アルジェリアには、150年にわたるフランス支配の間に定住した「ピエ・ノワール」と呼ばれるヨーロッパ系住民が住んでおり、フランスは当初アルジェリアを独立させない方針であったため、アルジェリア戦争は長期化した。入植者側の秘密軍事組織（OAS）が破壊工作を行い、アルジェリア駐在フランス軍部隊がパリにクーデターを仕掛ける動きさえあった。
1958年に大統領となったシャルル・ド・ゴールは、1962年に最終的にアルジェリアの独立を認めることで決着を着けた。その他の多くのフランス領アフリカの植民地は、既に1960年（アフリカの年）に独立していた。
その他アジアでは、1946年までに広州湾や上海租界などを返還して中国大陸から撤退し、1954年にはフランス領インドからも撤退し、ポンディシェリ連邦直轄領が成立している。

## 現代フランスの海外領土

緑: フランス及び海外領地、薄緑: 欧州連合

現在のフランスには5海外県、4海外準県、2海外領土が残されている。これらの海外領土の中でもグアドループやニューカレドニアなどでは独立の動きがある。
- 海外県
  - マルティニク
  - グアドループ
  - フランス領ギアナ
  - レユニオン
  - マヨット島

- 海外準県
  - サン・ピエール島とミクロン島（北大西洋）
  - ウォリス・フツナ（南太平洋）
  - サン・マルタン（カリブ海）
  - サン・バルテルミー島（カリブ海）

- 海外領土
  - フランス領ポリネシア
  - ニューカレドニア
  - フランス領南方・南極地域

## 関連書籍
- 平野千果子『フランス植民地主義の歴史：奴隷制廃止から植民地帝国の崩壊まで』京都：人文書院、2002 ISBN 9784409510490